# Asellus Primus
Asellus Primus, eller Theta Bootis (θ Boo, θ Bootis) som är stjärnans Bayerbeteckning, är en stjärna i stjärnbilden Björnvaktaren. Den har en skenbar magnitud på 4,05 och tillhör spektralklass F7V. Den befinner sig på ett avstånd av ungefär 47 ljusår från solen.  Från omkring 4300 f.Kr. fram till 3942 f.Kr., var Asellus Primus den närmaste stjärnan till den himmelska nordpolen av de stjärnor som är synliga för blotta ögat.

## Nomenklatur
Stjärnan har det traditionella namnet Asellus Primus ( latin för "första åsnefölet")  och Flamsteedbeteckning 23 Bootis. Denna stjärna utgör, tillsammans med de andra Aselli (ι Boo, κ Boo, och λ Boo) Aulād al Dhi'bah ( أولاد الضباع - aulād al Dhi'b ), "hyenans valpar".

## Egenskaper
Asellus Primus har spektraltyp F7V, vilket innebär att den är en blå- till vitfärgad dvärgstjärna i huvudserien. Baserat på parallaxvärde 2007 har den en absolut magnitud på 3,23.
Asellus Primus har en närliggande stjärna av 11:e magnituden som optisk följeslagare ca 70 bågsekunder bort. Detta är en dvärgstjärna av klass M2.5 åtskild med ett minimum av 1000 AE. Det är osäkert om de är gravitationellt förenade, men de har en gemensam rörelse genom rymden som gör att de två stjärnorna troligen delar ett gemensamt ursprung.  